# Michajłowsk (Kraj Stawropolski)
Michajłowsk (ros. Михайловск) – miasto w Rosji w Kraju Stawropolskim, siedziba administracyjna rejonu szpakowskiego. Miejscowość położona jest w odległości 12 km od miasta Stawropol.

## Historia
Osada Michajłowskoje została założona w październiku 1784 roku przez ludność przybyłą z rejonów obecnego obwodu kurskiego. Osadnikami tymi byli chłopi pańszczyźniani w liczbie około 1,5 tysiąca. W 1963 roku nazwę miejscowości zmieniono na Szpakowskoje, a po uzyskaniu praw miejskich w 1999 roku miasto przemianowano na Michajłowsk.